# Nokia Asha 500
Nokia Asha 500 – model telefonu komórkowego typu smartfon firmy Nokia. Jego premiera odbyła się w październiku 2013 roku.

## Funkcje dodatkowe
Dodatkowe funkcje telefonu:
- ekran dotykowy
- pojedyncza kamera tylna
- stereofoniczne radio FM
- microUSB 2.0
- sieć GSM
- kolory 256K
- Wi-Fi 802.11 b/g/n

## Wersje kolorystyczne
Model jest dostępny w następujących kolorach:
- jasny czerwony
- jasny zielony
- cyjan
- żółty
- biały
- czarny[2]